# Gnomenzwergkauz
Der Gnomenzwergkauz (Glaucidium gnoma) auch Gnomen-Sperlingskauz oder kurz Gnomenkauz, gelegentlich auch Felsengebirgs-Sperlingskauz genannt, ist eine kleine Eulenart aus der Gattung der Sperlingskäuze. Er kommt ausschließlich in Nord- und Zentralamerika vor. Sein eigenständiger Artstatus ist umstritten. Er wird von einigen Autoren immer noch als konspezifisch mit dem Kalifornienzwergkauz gesehen.

## Erscheinungsbild
Der Gnomenzwergkauz erreicht eine Körpergröße von 15 bis 17 Zentimetern. Federohren fehlen. Das Körpergefieder ist sehr variabel. Die unterschiedlichen Farbvariationen reichen von dunkelbraunen bis zu fuchsroten Individuen. Der Scheitel ist fein weiß gesprenkelt. Im Nacken findet sich ein auffälliges Occipitalgesicht. Die Vorderbrust ist weitgehend ohne Farbabzeichen. Auf der übrigen Körperunterseite finden sich diffuse Längsstreifen. Die Augen sind gelb.
Verglichen mit dem Rocky Mountains-Sperlingskauz hat der Gnomenzwergkauz einen kürzeren Schwanz und mehr spitz zulaufende Flügel. Der Hoskinszwergkauz weist auf der Körperunterseite klar abgegrenzte Längsstreifen auf. Der Brasilzwergkauz hat einen gestreiften und nicht gepunkteten Scheitel. Der Tamaulipas-Zwergkauz ist kleiner und hat einen deutlich kürzeren Schwanz.

## Verbreitungsgebiet und Lebensraum
Die nördliche Verbreitungsgrenze des Gnomenzwergkauzes ist vermutlich der äußerste Süden Arizonas und Neumexikos. Ansonsten reicht das Verbreitungsgebiet des Gnomenzwergkauzes vom Hochland Nord- und Zentralmexikos bis zu seiner südlichen Grenze in Oaxaca. Er ist ein Standvogel und besiedelt überwiegend Kiefern-, Kiefern-Eichen- und feuchte Kiefernwälder, die mit immergrünen Laubbäumen durchsetzt sind. Die Höhenverbreitung reicht von 1.500 bis 3.500 Meter über NN.

## Lebensweise
Der Gnomenzwergkauz ist teils tagaktiv. Seinen Aktivitätshöhepunkt hat er jedoch während der Dämmerung. Sein Nahrungsspektrum besteht überwiegend aus Insekten sowie in geringerem Maße aus kleinen Säugetieren, Vögeln und Reptilien. Er brütet in Baumhöhlen. Das Gelege besteht aus zwei bis vier weißen Eiern. Es brütet allein das Weibchen, das das Brutgeschäft erst nach der Ablage des letzten Eis des Geleges aufnimmt. Wie bei den meisten anderen Sperlingskäuzen schlüpfen daher die Nestlinge nahezu synchron.

## Belege

### Einzelbelege
1. ↑   König et al., S. 398
2. ↑   König et al., S. 397